# La Palombière
Pour plus de détails, voir Fiche technique et Distribution.
La Palombière est un film français réalisé par Jean-Pierre Denis, sorti en 1983.

## Synopsis
C’est l’histoire de Paul, célibataire endurci, employé communal et passionné de chasse, qui passe le plus clair de son temps à l’affût dans sa palombière. En bas, au village, Paul vit avec son père et sa sœur Sylvette, sur le point de se marier. Après la noce, le père doit s'installer chez Odile, son autre fille. Paul, quant à lui, ignore où il logera.
Un matin, le maire lui présente la nouvelle institutrice remplaçante, Claire. Paul tombe amoureux fou de la jeune femme. Celle-ci n'est pas insensible à son charme, mais elle redoute les conséquences de ce coup de foudre. Trop de choses les séparent. Paul n'est pas plus à l'aise. Néanmoins, une sorte de communication secrète s'établit entre eux...

## Fiche technique
- Titre : La Palombière
- Réalisation : Jean-Pierre Denis, assisté de Christian Faure
- Scénario : Jean-Pierre Denis et Denis Gheerbrant
- Production : Jacques Bufnoir, Michel Frichet, Claude Gildas, Philippe Godeau, Régis Wargnier et Ariel Zeitoun
- Musique : Jean Musy, avec la participation de Laurence Matalon (chansons Vagabonda et Ragazza della serra interprétées par Eva Nora)
- Photographie : Denis Gheerbrant
- Pays d'origine :  France
- Langue : français
- Format : couleur
- Durée : 90 minutes
- Dates de sortie : 8 juin 1983 en France

## Distribution
- Jean-Claude Bourbault : Paul
- Christiane Millet : Claire
- Nadine Reynaud : Sylvette
- Georges Vaur : le père
- Daniel Jégou : le rival